# キヤノン・キャット

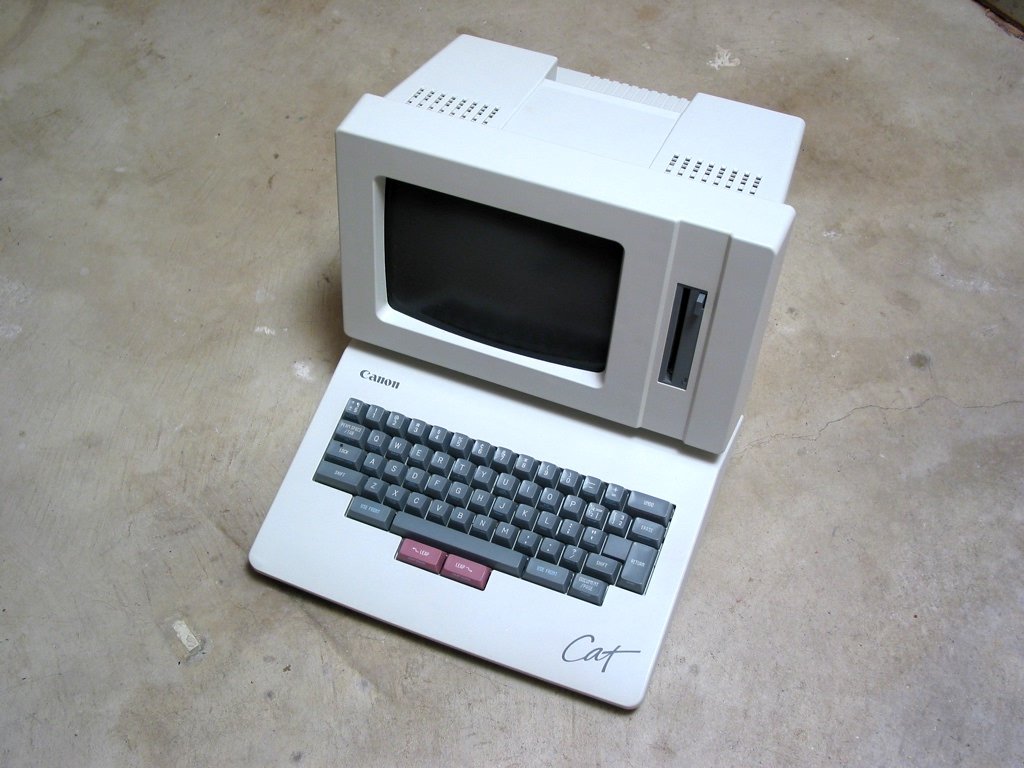
キヤノン・キャット

キヤノン・キャット (Canon Cat) は、1987年7月にキヤノンから発売されたパーソナルコンピュータ。独自のインタフェースを持っていた。

## 概要
キーボード・白黒モニターの一体型で、秘書業務のような定型的なオフィス事務を想定した商品である。アメリカでの価格は1,495ドル。日本では440,000円。
ユーザインタフェース設計は、Apple ComputerのMacintosh開発を立ち上げた事で知られているジェフ・ラスキンの手による。ラスキンは自身の開発したSwyftでも採用したインターフェイスをキヤノン・キャットに与えた。それはマッキントッシュの持つGUIではなく、またコマンドラインとも異なるテキストユーザインタフェースと言われるものである。具体的には、画面にはアイコンではなく複数の文字列が表示されており、それをキーボードで選択し起動するようになっていた。マウスは装備されていなかった。
ハードの外観は1980年代に広く普及していたワードプロッセッサー専用機と似ているが、ワープロの他に約90,000語が登録された辞書やスプレッドシート（表計算ソフト）、モデム通信なども可能で、ワーク・プロセッサーとも呼ばれた。
またプログラミング言語のFORTHをサポートし、同言語による簡単な自作プログラムを走らせることができた。またアセンブラ (68000) によるプログラミングも可能であった。

## 仕様
- CPU - モトローラ68000 5MHz
- メモリ - 256Kbyte RAM/ 256Kbyte ROM
- 外部インターフェイス - セントロニクスパラレルポート、RS-232Cポート、RJ-11ジャック x 2
- モニタ - モノクロ9インチ
- モデム - 300/1200 bps
- キーボード - IBMセレクトリック・タイプライタ・プラス互換
- ドライブ - 3.5インチフロッピィドライブ (256k)

## 販売中止の謎
キヤノン・キャットは、北米で発売から6か月間で僅か20,000台のセールスと低迷し、販売が中止される。この撤退について2つの噂が流れた。
一つはキヤノン内部でワープロ部門とコンピュータ部門の派閥争いに激怒したキヤノン幹部が、キヤノン・キャットを取りやめたというもの。もう一つはラスキンを嫌ったApple創業者スティーブ・ジョブズが自身の設立したNeXTへキヤノンが出資できるようにする見返りにキヤノン・キャットの販売を止めるようにキヤノンに圧力をかけたというものである。